# Alnus mandschurica
Alnus mandschurica — вид квіткових рослин з родини березових. Поширення: Корея, пн.-сх. Китай, пд.-сх. Сибір.

## Біоморфологічна характеристика
Це дерево заввишки до 20 метрів. Кора темно-сіра, гладка. Гілочки сіро-коричневі, голі. Ніжка листка міцна, 0.5–2 см, гола або рідко запушена, іноді смолисто-залозиста. Листкова пластинка широкояйцеподібна, яйцеподібна, еліптична або широкоеліптична, 4–10 × 2.5–8 см, обидві поверхні голі, крім бородчастих у пазухах бічних жилок знизу, основа округла або підсерцеподібна, рідко широко клиноподібна або нерівномірна, край густо дрібно-подвійно- або просто пилчастий, верхівка гостра; бічні жилки 7–13 з кожного боку від середньої жилки. Жіночі суцвіття по 3–6 у суцвіттях, довгасті або кулясті, 1–2 см. Горішок ≈ 2 мм, з перетинчастими крильцями приблизно такої ж ширини, як горішок. Цвітіння: травень — липень, плодіння: липень і серпень.

## Середовище
Зростає на висотах від 200 до 1900 метрів. Зустрічається на берегах річок у лісах помірного клімату. Віддає перевагу добре дренованому ґрунту. Загрози невідомі.

## Використання
Цей вид не поширений у культурі.